# 222812 Priyadharmavaram
222812 Priyadharmavaram è un asteroide della fascia principale. Scoperto nel 2002, presenta un'orbita caratterizzata da un semiasse maggiore pari a 2,758151 UA e da un'eccentricità di 0,146770, inclinata di 5,756898° rispetto all'eclittica.
Priya Dharmavaram è una controllore di volo in tempo reale americana per la missione New Horizons della NASA.